# Kurpfälzische Akademie der Wissenschaften

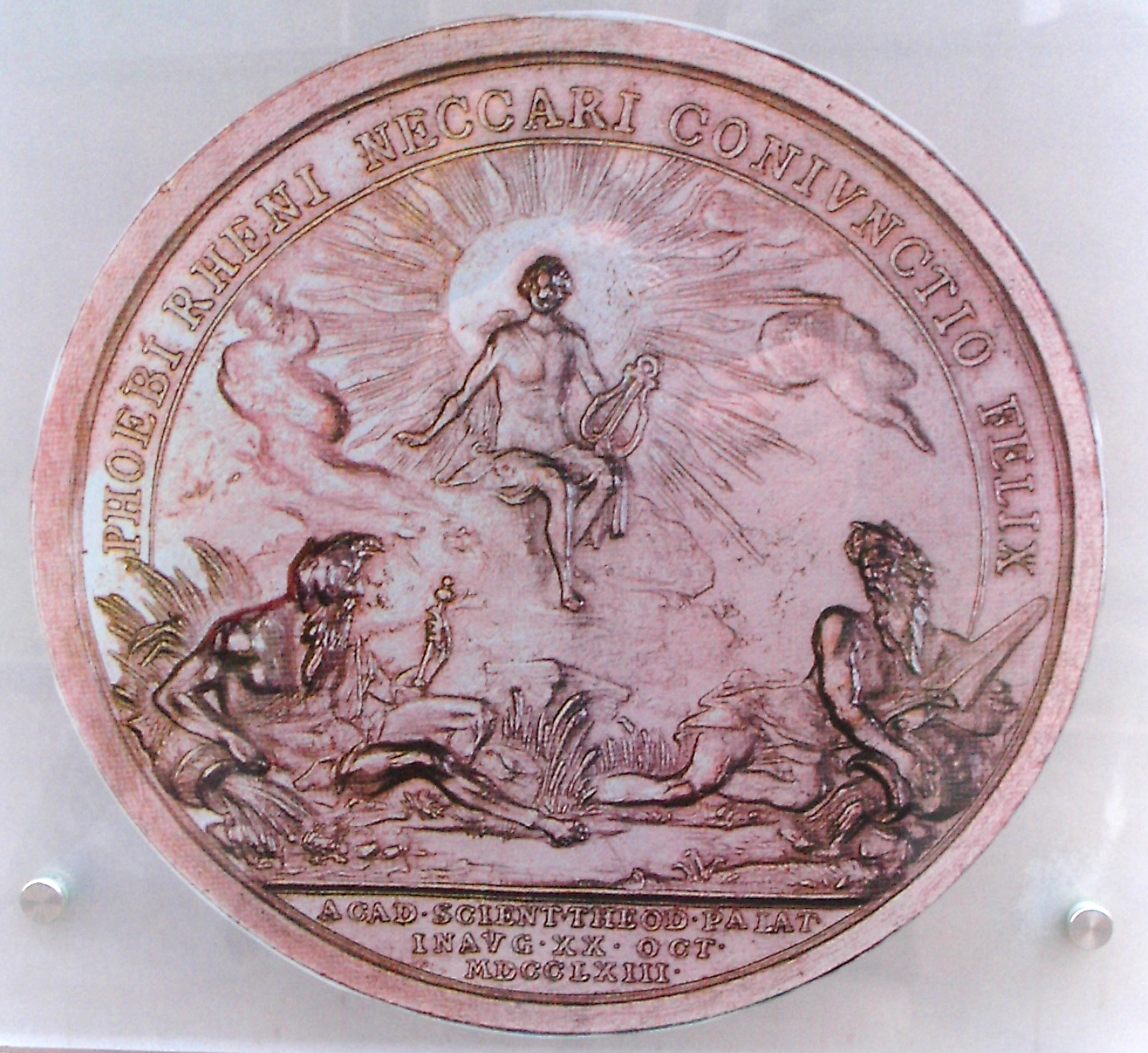
Gedenkmedaille von Anton Schäffer, zur Gründung der Kurpfälzischen Akademie der Wissenschaften, 1763

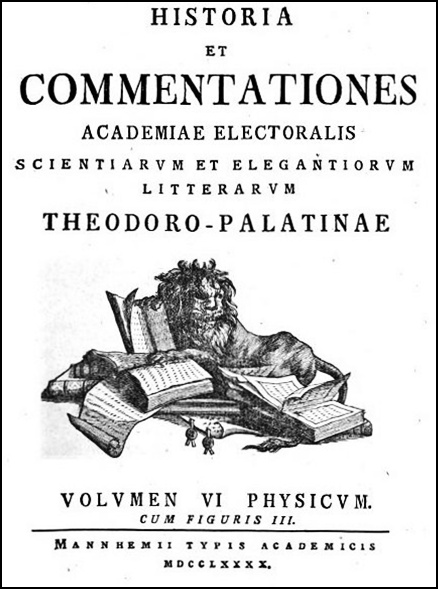
Titelblatt der Acta Academiae Theodoro-Palatinae, Volumen VI Physicum, 1790

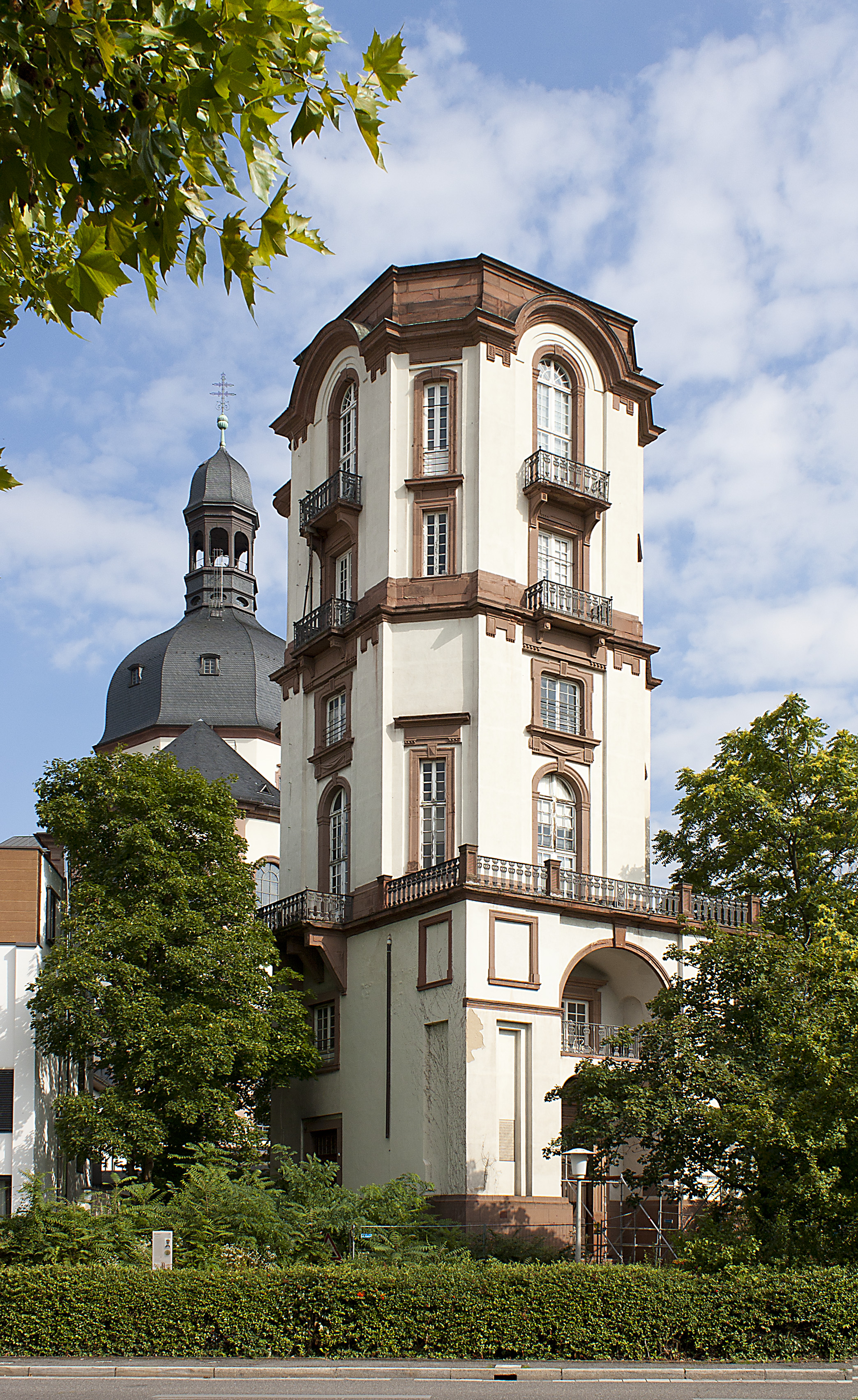
Die historische Sternwarte Mannheim

Die Kurpfälzische Akademie der Wissenschaften in Mannheim war die offizielle wissenschaftliche Vereinigung der Kurpfalz, die von 1763 bis 1803 bestand. Die Zahl der ordentlichen Mitglieder war klein, daneben gab es außerordentliche und Ehrenmitglieder.

## Geschichte
Die Kurpfälzische Akademie der Wissenschaften wurde auf Anregung des elsässischen Gelehrten Johann Daniel Schöpflin, von Kurfürst Carl Theodor von der Pfalz, durch Erlass vom 15. Oktober 1763, mit Sitz in Mannheim gestiftet. Sie entstand im Rahmen der europäischen Akademiebewegung und deren Gründungen im 17. und 18. Jahrhundert.
Die Gründungssitzung fand am 20. Oktober 1763 in Mannheim statt und wurde vom kurpfälzischen Obersthofmeister Karl Anton Hyacinth von Gallean in Vertretung des Kurfürsten eröffnet. Zum Gründungspräsidenten wurde der Geheime Kriegsrat und Obrist Leopold Maximilian Baron von Hohenhausen bestellt und zum Ehrenpräsidenten Johann Daniel Schöpflin. Ständiger Sekretär und Bibliothekar der Hofbibliothek wurde der elsässische Historiker Andreas Lamey (1726–1802). Zunächst war sie in zwei Sektionen aufgeteilt, die Abteilung Geschichte und Naturwissenschaften in Mannheim sowie das Collegium Anatomico-Chirurgicum in Düsseldorf. Im Jahr 1780 gründete der Herrscher die Societas Meteorologica Palatina als dritte Sektion der Akademie, die erste international tätige meteorologische Gesellschaft. Unter der Regierung des Kurfürsten konnte sich die kurpfälzische Residenzstadt Mannheim zu einem kulturellen Zentrum mit durchaus europäischer Bedeutung entwickeln.
Als ein Landesherr seiner Zeit stand Carl Theodor zwischen Absolutismus und Aufklärung. Er regierte vom 31. Dezember 1742 an als Pfalzgraf bzw. Kurfürst der Pfalz und Herzog von Jülich-Berg, ab 30. Dezember 1777 auch als Kurfürst von Bayern.
Die Politik des Herrschers hatte eine starke kultur- und bildungspolitische Intention. So habe er für die Förderung von Kunst und Wissenschaft in seiner Pfälzer Regierungszeit die Summe von 35 Millionen Gulden aufgewandt. Seine Regentschaft war von enormer Bedeutung für die kulturelle, ökonomische und infrastrukturelle Entwicklung des süddeutschen Raumes in der zweiten Hälfte des 18. Jahrhunderts. Unter seiner mehr als ein halbes Jahrhundert währenden Regierung wurde Mannheim zu einem Zentrum der Künste und Wissenschaften als Ausdruck seines fürstlichen Mäzenatentums.
Der Akademie angegliedert wurden weitere wissenschaftliche Institute wie das Naturalienkabinett im Schloss Mannheim, das Physikalische Kabinett, die Mannheimer Sternwarte und der Botanische Garten. Als künstlerisches Pendant gründete Kurfürst Karl Theodor 1769 auch die Mannheimer Zeichnungsakademie.
Nach der Vereinigung der Kurpfalz mit Bayern zu Kurpfalz-Bayern im Jahr 1777 erwuchs der Akademie in der Bayerischen Akademie der Wissenschaften ein Konkurrent um die finanziellen Mittel. 1803 verlor Kurpfalz-Bayern im Reichsdeputationshauptschluss den rechtsrheinischen Teil der Kurpfalz an Baden, während der linksrheinische Teil zuvor schon an Frankreich gekommen war. So ging die Mannheimer Akademie nach vierzigjährigem Bestehen am 7. Februar 1803 in der Bayerischen Akademie der Wissenschaften auf. Im Jahre 1909 wurde durch einen Privatmann die Heidelberger Akademie der Wissenschaften gestiftet, die nicht in der Traditionslinie der Mannheimer Akademie steht, sich aber dennoch gelegentlich auf diese Tradition beruft.

## Publikationen

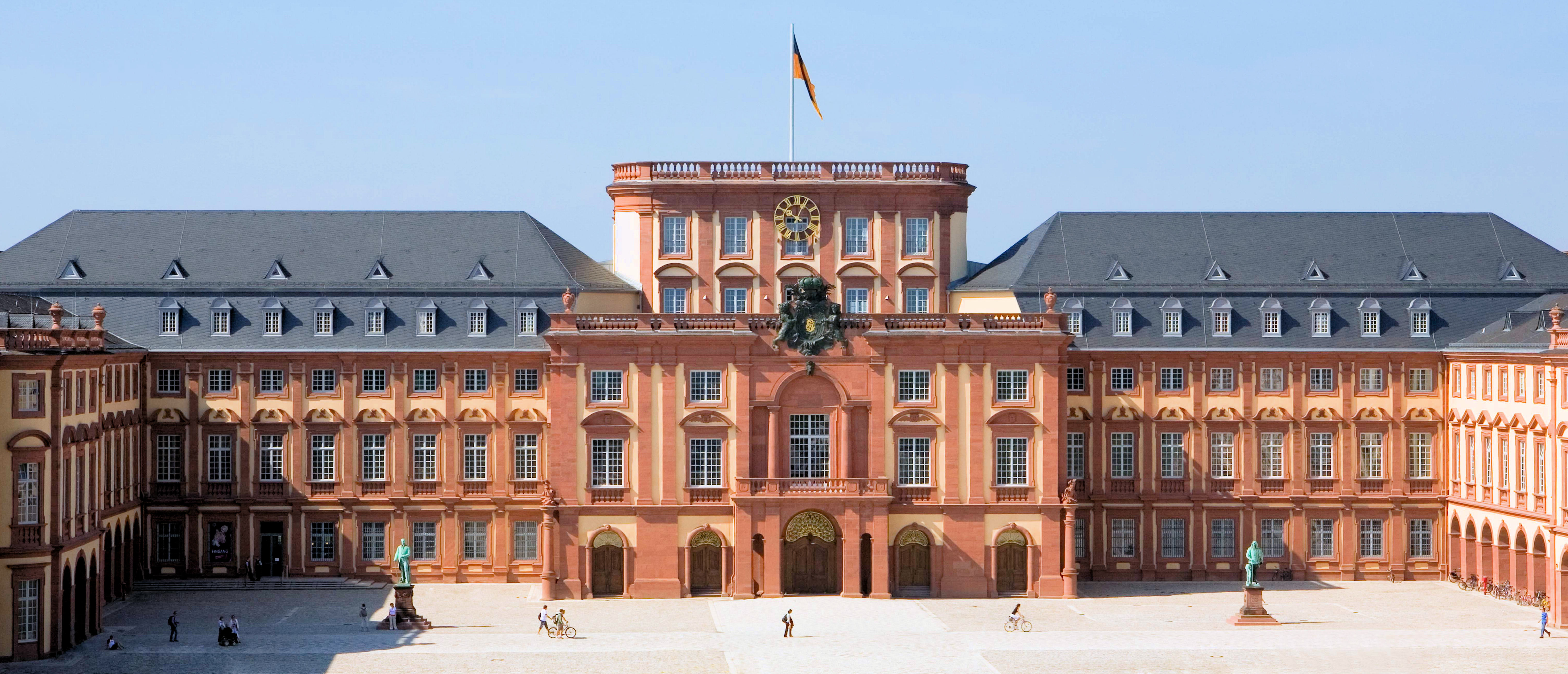
Das Mannheimer Schloss

Zwischen 1766 und 1794 veröffentlichte die Kurpfälzische Akademie der Wissenschaften ihre Forschungsberichte in den Acta Academiae Theodoro-Palatinae, von denen etwa alle drei Jahre ein Band erschien. Alle Bände enthalten vor den wissenschaftlichen Abhandlungen stets auch einen reichhaltigen Teil zur Akademiegeschichte, mit Benennung der neuen und Nachrufen auf verstorbene Mitglieder, dieser Teil erschien jeweils gleichlautend in den beiden Unterserien Historica und Physica. Ein großes Editionsprojekt der Akademie war die Herausgabe des Lorscher Codex in den Jahren 1768 bis 1770.

## Namhafte Mitglieder
Siehe auch Kategorie:Mitglied der Kurpfälzischen Akademie der Wissenschaften.
- Karl Paul Ernst von Bentheim-Steinfurt (1729–1780); regierender Graf, Historiker und Sammler, 1770 Ehrenmitglied[6]
- Daniel Bernoulli (1700–1782); Mathematiker und Physiker, 1767 außerordentliches Mitglied[7]
- Cosimo Alessandro Collini (1727–1806); Hofhistoriograph und Naturkundler, 1763 ordentliches Mitglied[8]
- Georg Christian Crollius (1728–1790); Historiker und Bibliothekar, 1765 ordentliches Mitglied[9]
- Karl Anton Hyacinth von Gallean (1737–1778); kurpfälzischer Obersthofmeister, 1764 Ehrenmitglied[10]
- Johann Casimir Häffelin (1737–1827); pfalz-bayerischer Diplomat, Kardinal, 1768 ordentliches Mitglied[11]
- Johann Jakob Hemmer (1733–1790); Grammatiker, Meteorologe und Physiker, 1767 außerordentliches Mitglied,[12] 1768 ordentliches Mitglied[13]
- Paul Henri Thiry d’Holbach (1723–1789); Philosoph der französischen Aufklärung, Mitarbeiter bei der Encyclopédie, 1766 außerordentliches Mitglied[14]
- Johann Nikolaus von Hontheim (1701–1790), Weihbischof des Erzbistums Trier, 1767 Ehrenmitglied[15]
- Nikolaus Joseph von Jacquin (1727–1817); Botaniker und Chemiker, 1784 außerordentliches Mitglied[16]
- Adam František Kollár (1718–1783), Hofbibliothekar, Historiker, 1769 außerordentliches Mitglied[17]
- Christoph Jakob Kremer (1722–1777), Historiker, Gründungsmitglied
- Andreas Lamey (1726–1802), Historiker und Bibliothekar, ordentliches Mitglied seit 1763
- Nicolas Maillot de la Treille (1725–1794); kurpfälzischer Hofkaplan und Hofbibliothekar, 1763 ordentliches Mitglied[18]
- Martinus van Marum (1750–1837), niederländischer Naturwissenschaftler, 1789 außerordentliches Mitglied[19]
- Christian Mayer (1719–1783); Meteorologe und Astronom, 1773 außerordentliches Mitglied,[20] 1780 ordentliches Mitglied[21]
- Friedrich Casimir Medicus (1736–1808); Arzt und Botaniker, 1764 ordentliches Mitglied[22]
- Daniel Wilhelm Nebel (1735–1805), Mediziner und Chemiker sowie Rektor der Universität Heidelberg[23]
- Noël Martin Joseph de Necker (1730–1793); kurfürstlicher Leibarzt und Botaniker, 1768 ordentliches Mitglied[24]
- Karl Wilhelm Nose (1753–1835); Arzt und Mineraloge, 1791 außerordentliches Mitglied[25]
- Franz Albert Leopold von Oberndorff (1720–1799); kurpfälzischer Minister, 1773 Ehrenmitglied, 1773 zweiter Ehrenpräsident der Akademie[26]
- Franz Christoph von Scheyb (1704–1777); Historiker, 1768 außerordentliches Mitglied[27]
- Johann Daniel Schöpflin (1694–1771); Historiker, 1763 erster Ehrenpräsident der Akademie[28]
- Georg Friedrich Schott (1737–1823); Historiker und Archivar, 1785 außerordentliches Mitglied[29]
- Georg von Stengel (1721–1798); Kanzleidirektor und Staatsrat, 1763 Gründungsdirektor der Akademie,[30] 1784 zweiter Ehrenpräsident der Akademie[31]
- Benjamin Thompson (1753–1814); Offizier und Experimentalphysiker, 1785 Ehrenmitglied[32]
- Karl Theodor von Traitteur (1756–1830); pfalz-bayerischer Hofbibliothekar, 1786 ordentliches Mitglied[33]
- François Arouet de Voltaire (1694–1778), Autor und Aufklärer, 1764 Ehrenmitglied[34]
- Johann Wilhelm Wallot (1743–1794), Astronom, 1773 außerordentliches Mitglied[35]
- Georg Joseph Wedekind (1739–1789), Rechtswissenschaftler, Mitglied
- Helfrich Bernhard Wenck (1739–1803); Historiker, 1790 außerordentliches Mitglied[36]
- Johann Goswin Widder (1734–1800); Historiker und Topograph, 1787 außerordentliches Mitglied[37]
- Stephan Alexander Würdtwein (1719–1796); Historiker, Weihbischof des Bistums Worms, 1765 außerordentliches Mitglied,[38] 1784 Ehrenmitglied[39]